# Jeanne d'Arc Corriveau
Jeanne d’Arc Corriveau, née à Kingsey Falls le 14 mars 1931 et morte le 16 mai 2015 à Lévis est une professeure et artiste lissière. 
Elle participe à former la relève des créateurs de tapisseries au Québec; on retrouve parmi ses élèves Monique Mercier, Luce Boutin, Michèle Bernatchez, Marcel Marois, Guy Lemieux, Louise Lippé, et Edmonde Poirier.

## Biographie
En 1950, Jeanne d’Arc Corriveau s’inscrit à des cours de soir en dessin dispensés par l’École des beaux-arts de Québec, dans des locaux à Lévis. C’est là que, sous le mentorat de Jean Bastien, pionnier de la tapisserie au Québec, la jeune femme est attirée par cette forme d’art et décide de s’y spécialiser. Il lui enseigne la technique des Gobelins, qu’elle utilise pour traduire des cartons fabriqués par les artistes Alfred Pellan, Elyane Roy, Paul Lacroix, Raymond Gagnon et Bernard Drouin. L’artiste en vient finalement à créer ses propres cartons en s’inspirant des larges mouvements des artistes français Mathieu Matégot et Michel Tourlière.
Elle devient membre de l’Association des femmes de carrière du Québec en 1953, puis obtient son diplôme d’Art décoratif de l’École des beaux-arts de Québec le 26 mai 1954. La même année, Jeanne d’Arc est nommée directrice de l’atelier de tapisserie de l’EBAQ, poste qu’elle occupe jusqu’en 1963, succédant ainsi à son maître Jean Bastien.
Après avoir obtenu un diplôme de professorat à la même école en mai 1961, elle rajoute à sa charge d’enseignante celle de professeure de dessin.
À la fin des années 1950, elle met en place son propre atelier de tapisserie, le seul du Canada à l’époque. Elle remporte en septembre 1960 le premier prix au 14e Concours artistique de la Province, dans la section Art décoratif.

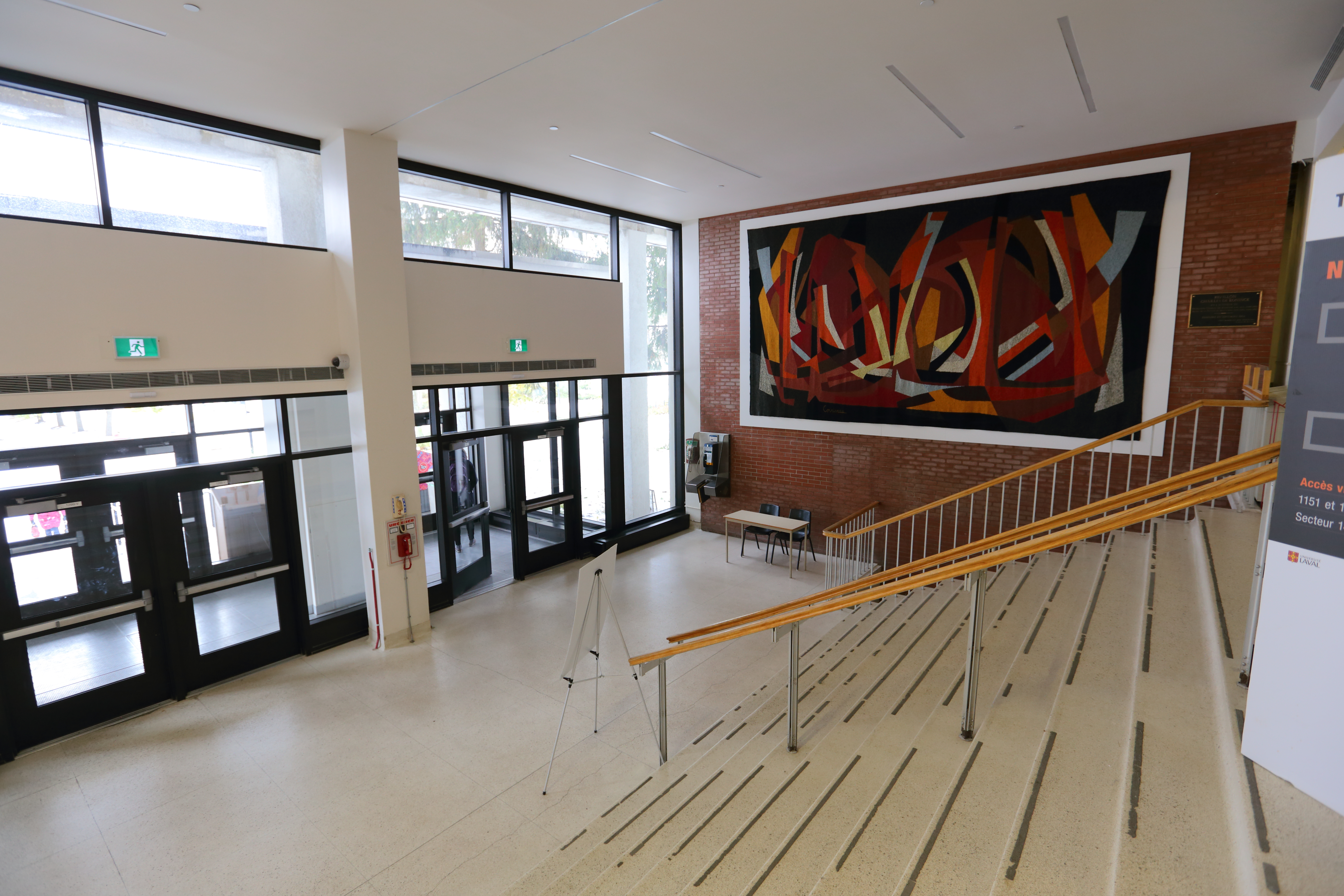
Tapisserie: Convergence située dans le hall de l'entrée principale du pavillon Charles-De Koninck

En 1964, une de ses œuvres est sélectionnée comme premier choix lors du concours de murales de l’Université Laval, ce qui permet à l’artiste de réaliser une tapisserie intitulée Convergence pour la faculté des Sciences humaines, devenue aujourd’hui le pavillon Charles-De-Koninck.
Par la suite, elle réalise de nombreuses tapisseries, notamment une pour la distillerie Hiram Walker à Windsor en Ontario, et participe à plusieurs expositions à travers le Canada et en France. Le Musée du Québec, aujourd’hui le Musée national des beaux-arts du Québec, lui consacre même une exposition intitulée Tapisseries de Jeanne d’Arc Corriveau, du 15 décembre 1965 au 17 janvier 1966.
En 1959, Jeanne d’Arc Corriveau effectue un séjour de deux mois en Europe, essentiellement en France et en Italie, où elle se rend dans divers ateliers de tapisserie tels que Les Gobelins de Paris. Elle reçoit une bourse du Conseil des Arts du Canada quatre ans plus tard, ce qui lui permet de retourner en Europe pendant neuf mois afin de continuer ses recherches et de fréquenter des musées et des ateliers. Elle visite notamment la France, l’Italie, l’Espagne, l’Angleterre, la Belgique, la Hollande, l’Allemagne, la Suisse, le Danemark et la Suède. Lors de son troisième voyage en 1967, elle visite la Grèce, la France, la Suisse et l’Italie.
Le fonds d’archives de l’artiste a été cédé au Musée national des beaux-arts du Québec en 2009. 

## Réalisations et expositions
1962 – Création de l’œuvre L’Oiseau
1966 - Participation à l’exposition Quebec Tapestries à la Willistead Art Gallery of Windsor
1967 - Participation à une exposition à la Maison des Arts La Sauvegarde à Montréal
1968 - Exposition Jeanne d’Arc Corriveau à la Galerie Jolliet à Québec
1969 - Participation à une exposition à l’Auditorium Dufour de Chicoutimi
Vers 1970 - Création d’une œuvre pour le Musée des beaux-arts de l'Ontario
1972 – Vente de la tapisserie Lumière dans la nuit à la compagnie Rothmans of Pall Mall Canada
1977 – Participation à l’exposition Tapisseries québécoises contemporaines au Musée du Québec (Musée national des beaux-arts du Québec)
1978 – Participation à l’exposition Collection Rothmans de tapisseries françaises et québécoises au Complexe Desjardins de Montréal